# Automeris cochabambensis
Automeris cochabambensis é uma espécie de mariposa do gênero Automeris, da família Saturniidae.
Sua ocorrência foi registrada na Bolívia.